# William & Kate : Romance royale
William & Kate : Romance royale (William & Catherine: A Royal Romance) est un téléfilm américain réalisé par Linda Yellen, diffusé le 27 août 2011 sur Hallmark Channel.

## Fiche technique
- Titre original : William & Catherine: A Royal Romance
- Réalisation : Linda Yellen
- Scénario : Linda Yellen et Christopher Momenee
- Photographie : Gabriel Kosuth
- Musique : Patrick Seymour
- Pays : États-Unis
- Durée : 100 minutes

## Distribution
- Alice St. Clair (en) : Kate Middleton
- Dan Amboyer : Prince Willam
- Victor Garber : Prince Charles
- Kazia Pelka (en) : Carole Middleton
- Jean Smart  : Camilla
- Jane Alexander (VF : Marie-Martine) : Reine Élisabeth II
- Andrew Pleavin : Col Huntington
- Jenna Harrison :  Jenna Kirk
- Michael Lumsden (VF : Jerome Wiggins):  Michael Middleton
- Lesley Harcourt (VF : Martine Irzenski) : Princesse Diana
- Stanley Eldridge (es) (VF : Jonathan Amram) : Prince Harry
- Mark Penfold : Prince Philip
- Keir Charles (VF : Thierry Wermuth) : Lewis Grisby